# Jean Simon (compositeur)
Pour les articles homonymes, voir Jean Simon (homonymie) et Simon.
Jean Eugène Henri Simon, né à Carpentras le 24 juin 1891 et mort dans la même ville le 2 août 1972, est un compositeur, chef d'orchestre et professeur provençal de musique.

## Biographie
Il est issu d'une famille bourgeoise originaire de Provence, présente depuis au moins le XVIe siècle à Saint-André-les-Alpes et dans ses environs.
Ses aïeux Simon étaient de célèbres maîtres sonnaillers, qui fournissaient en cloches le midi de la France mais aussi l'Italie, la Suisse, l'Argentine et la Californie. Leur grande réputation était due à la qualité sonore de leurs fabrications. Installés à Arles à partir de 1740, puis à Carpentras lors de la Révolution française, leur renommée est telle qu'elle fera dire à Maurice Barrès en 1911 : "Ce serait dommage s'ils coupaient leur tradition, ces Simon de Carpentras, qui, secrètement, depuis des siècles, donnent le ton à tous les troupeaux latins". Mais de génération en génération, ces artisans sont devenus des artistes, s'élevant peu à peu de la fabrication manuelle d'une gamme limitée de sons et d'une machinale combinaison de rustiques accords, à la connaissance des plus savantes règles de l'harmonie et à une technique instrumentale hors de pair.
Eugène SIMON (1839-1922), le grand-père de Jean, était déjà compositeur et chef d'orchestre, et Auguste SIMON (1867-1925), son père, a été 1er Prix du Conservatoire de Paris dans la classe de cornet à pistons, puis également chef d’orchestre.
C'est ce dernier qui lui donne ses premières leçons d'harmonie dès le plus jeune âge.
À six ans, il apprend le piano auprès de Mademoiselle Lombard.
À quatorze ans, il se met sérieusement au violon sous la direction de Monsieur Mouillade, maître montilien réputé.
Devenu professeur de solfège et de violon, Jean Simon créa dans les années 1920 la première école de musique de Carpentras, puis devint chef d'orchestre du théâtre de la ville et fut à l'origine avec Pierre Rey de l'Orchestre Symphonique de Carpentras au début des années 1930, qu'il dirigea toute sa carrière.
En tant qu'enseignant, il forma plusieurs centaines d'élèves, dont certains firent une brillante carrière.
En hommage à sa famille, qui a joué un rôle capital dans la naissance et le rayonnement de la vie musicale de la région, la municipalité de Carpentras a décidé de donner son nom au Conservatoire de Musique et de Danse de la ville en janvier 2005.
Une rue de Carpentras portait déjà son nom depuis son décès en 1972.

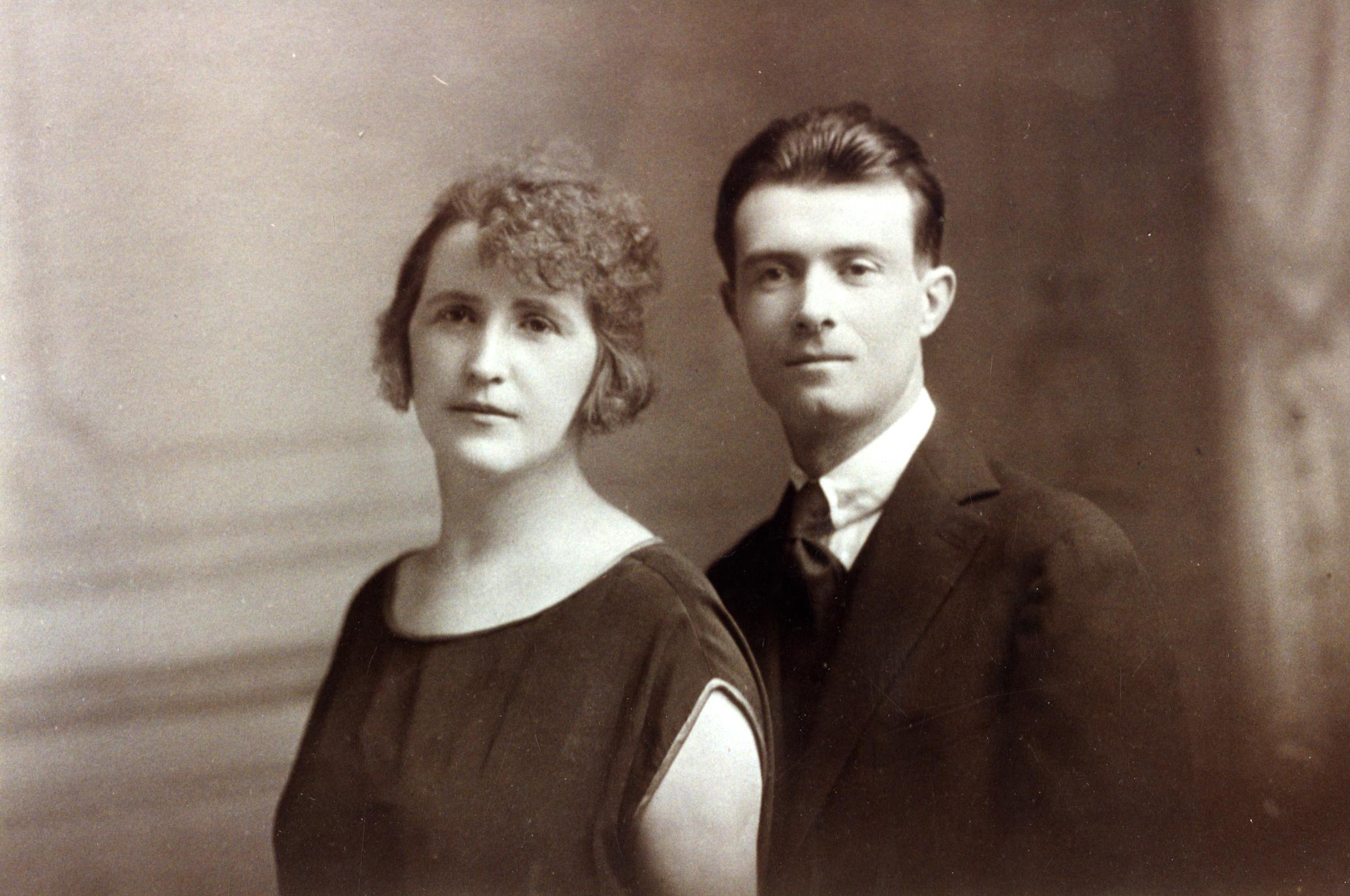
Photographie non datée avec son épouse Lucie.

Il s'est marié le 18 juillet 1917 à Carpentras avec Lucie Villet (1893-1982), qui lui a donné trois fils, tous musiciens :
- Pierre SIMON (1922-2003): formé par son père dès ses 6 ans, puis aux conservatoires d'Avignon et de Nîmes,le fils cadet obtient en 1943 un double 1erPrix -premier nommé- du Conservatoire de Paris  en classe de violon comme en  musique de chambre. Il fait carrière en tant que 1er Violon à l'Opéra de Paris et figure soliste, dans de multiples enregistrements de référence de l'Orchestre de la Société des Concerts du Conservatoire des décennies 1950 et 1960. Ayant déjà débuté à l'international avec le célèbre quintette de Charles Bartsch, il parcourt en tournée le monde entier avec ces deux grands orchestres français, du Japon aux États-Unis, comme dans les festivals de Vérone, de Menton, d'Aix-en-Provence ou de Vichy. Ami de Pierre Nerini, il enseignera entre autres à la Schola Cantorum de Paris et fut membre de nombreux jurys de conservatoire, à Versailles en particulier.

- Le second, André (1920-2021[5]) : trompettiste de jazz et de variétés, doyen plus que centenaire des interprètes de cet instrument. Ancien élève d'Eugène Foveau et de Raymond Sabarich, il enseignera aussi la musique en fin de carrière sur un poste de l'Éducation nationale.

- Et l'aîné Robert (1918-2001) : violoncelliste amateur fort doué, qui préféra très tôt s'engager dans la Marine Nationale, sans doute à l'exemple de leur grand-oncle par alliance Ferdinand Hamelin (1796-1864), entré comme mousse à 9 ans. Commandant de la flotte impériale de Napoléon III,  il avait fait tailler la proue de son navire-amiral en forme de sonnaille pour honorer à travers son épouse Joséphine Adèle Simon (1810-1868) toute sa belle-famille[6].

## Œuvres
Jean SIMON a touché à plusieurs genres : opéra-comique, opérette, musique symphonique, musique de chambre, musique de danse, chansons, chœurs, musique religieuse, adaptations pour films ou représentations cinématographiques, morceaux de genres.
Il donne l'exemple d'un artiste qui n'a laissé à personne le soin de définir ses propres références : il a étendu à sa vie les exigences que suppose la pratique de la musique, et il a été de ce fait un homme de sa ville et de son temps. S'il admirait les virtuoses qui sont capables de nous faire entrevoir des sommets et de nous fournir d'indispensables références, il savait aussi que la musique est avant tout une nourriture quotidienne, elle n'est pas un savoir comme un autre, elle engage notre cœur.
Sa musique impressionniste reflète l'âme de la Provence, et le compositeur s'est souvent inspiré du folklore de cette région.
L'ensemble de ses œuvres est archivé à la bibliothèque Inguimbertine, bibliothèque municipale classée de Carpentras, dont notamment :
- en musique de scène :
  - La Légende
  - Opéra comique (1917)
  - Le Jardin d'Éros, opérette (1917)
- musique chorale :
  - Ecce Panis Angelorum (1932)
  - Pie Jesu (1915)
  - O Salutaris (1925)
  - De Profundis (1925)
  - Messe brève (1925)
  - Regina Coeli (1934)
- musique de chambre :
  - 3 quatuors à cordes
- musique de genre :
  - Tristes Souvenirs (1914)
  - Sous le tropique (1914)
  - La Saint Jean
  - Un poco à la Mozart (1921)
  - André Chénier (1927)
  - Loley Marche (1917)
  - Andante pour orchestre (1931)
  - Andantino et Allegro pour trompette et piano (1936)
  - Polka pour piston et orchestre
  - Hartensio bleu, Les bords de la Bisune, Pépoupe et Néné, Timide aveu, Délicieux poème, Huit Incidentaux pour scène de cinéma, Lucie, Polka sans titre, Saluts à Carpentras, Monteux et Caromb, Jeannine, Caderousse, Saint-Laurent-de-Chéris, Chansonnette sur le poste téléphonique de Béthélainville (Meuse)mm, et diverses mmDanses pour orchestre...
- Mélodies :
  - Divers recueils, ainsi que des chœurs pour les écoles